# Draco indochinensis
Espèce
Draco indochinensis est une espèce de sauriens de la famille des Agamidae.

## Répartition
Cette espèce se rencontre dans le sud du Viêt Nam et au Cambodge.

## Étymologie
Son nom d'espèce, composé de indochin[a] et du suffixe latin -ensis, « qui vit dans, qui habite », lui a été donné en référence au lieu de sa découverte, l'Indochine.

## Publication originale
- Smith, 1928 : The fauna of British India, including Ceylon and Burma. Reptiles and Amphibia, Vol. II. Sauria. Taylor and Francis, London, p. 1-440.